# Göbəktala
Göbəktala è un comune dell'Azerbaigian situato nel distretto di İmişli. Conta una popolazione di 1 393 abitanti.